# مارفن جونسون (لاعب كرة سلة)
مارفن جونسون (22 يونيو 1956 في الولايات المتحدة - ) (بالإنجليزية: Marvin Johnson)‏ هو لاعب كرة سلة أمريكي في مركزي هجوم خلفي وهجوم صغير الجسم.

## وصلات خارجية
- مارفن جونسون على موقع سبورتس رفرنس (الإنجليزية)
- مارفن جونسون على موقع كلية كرة السلة في سبورتس رفرنس.كوم (الإنجليزية)
- مارفن جونسون على موقع ريلجم (الإنجليزية)